# Ildefonso Turrubiartes
Ildefonso Turrubiartes är en ort i Mexiko.   Den ligger i kommunen Rioverde och delstaten San Luis Potosí, i den centrala delen av landet, 290 km norr om huvudstaden Mexico City. Ildefonso Turrubiartes ligger 1 025 meter över havet och antalet invånare är 527.
Terrängen runt Ildefonso Turrubiartes är kuperad åt sydost, men åt nordväst är den platt. Terrängen runt Ildefonso Turrubiartes sluttar västerut. Runt Ildefonso Turrubiartes är det ganska glesbefolkat, med 29 invånare per kvadratkilometer. Närmaste större samhälle är Río Verde, 12,7 km väster om Ildefonso Turrubiartes. Trakten runt Ildefonso Turrubiartes består i huvudsak av gräsmarker.